# Bożena Tokarz
Bożena Tokarz [tókaš], poljska literarna zgodovinarka , * 17. oktober 1946, Lodž.

## Življenjepis
Leta 1969 je diplomirala na oddelku za filologijo Univerze v Lodžu in 1972 doktorirala. Izpopolnjevala se je na univerzi v Clermont-Ferrandu (1987). Delala je na Inštitutu za slovansko filologijo Šlezijske univerze v Katovicah, od 1994 kot izredna profesorica. V primerjalnih študijah je obravnavala poljsko-slovenska književna razmerja (Krzysztof Kamil Baczyński in France Balantič, Adam Mickiewicz in France Prešeren), tipološke vzporednice in razhajanja med sodobnimi poetikami glede na odnos do tradicije 19. in 20. stoletja, literarne tokove, sloge in zvrsti (pesniški konstruktivizem Srečka Kosovela). Z jezikovno-semiološkega vidika je obravnavala teorijo in prakso poljskih prevodov iz slovenske književnosti in obratno, med drugim Prešernove ljubezenske pesmi v poljščino, poezijo Tadeusza Różewicza in Miłosza v slovenskih prevodih (Wzorzec, podobieństwo, przypominanie, Katowice 1998).
Zakonca Bożena in Emil Tokarz  sta najznamenitejša ambasadorja slovenske literature, kulture in jezika na Poljskem, pa tudi v Evropi in svetu. Jezikoslovec Emil Tokarz in literarna zgodovinarka Bożena Tokarz se odlično dopolnjujeta pri promociji slovenske književnosti. Objavljata razprave o slovenskem jeziku in literaturi ter skrbita za slovenske prevode in razvoj slovenistike na Poljskem.
Ustanovila sta slovenski lektorat na Univerzi N. Kopernika v Torunju, na fakulteti v Gdansku in Poznanju. Pripomogla sta k ustanovitvi slovenistike na šlezijski univerzi v Katovicah in Bielsku-Biali. Pridobila in navdušila sta veliko študentov za študij slovenske književnosti in jezika in s tem ustvarila trajne pogoje za promocijo slovenske književnosti. Zakonca Tokarz pa sta tudi ustanovitelja Poljsko-slovenskega društva na Poljskem.
Bożena je leta 2007 z možem Emilom za vsestransko prizadevno in dolgotrajno ustvarjalno delo pri povezovanju poljske in slovenske literature in jezika prejela mednarodno Pretnarjevo nagrado za razširitev in ambasadorstvo slovenske književnosti in jezika na Poljskem.
Dopisna članica SAZU je od 18. junija 2015.